# 하타케야마 유코

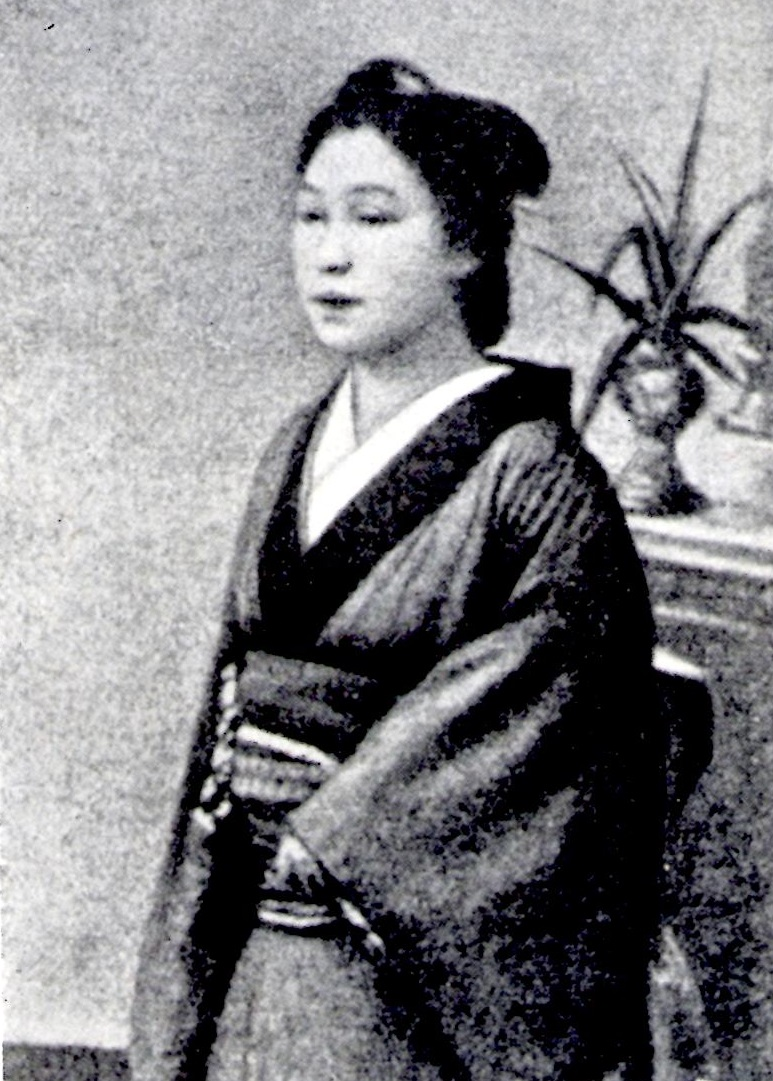

하타케야마 유코(일본어: 畠山 勇子: 경응 원년[1865년] 12월 - 명치 24년[1891년] 5월 20일)는 일본 메이지 시대의 여성으로, 1891년 오쓰 사건 때 러시아 황태자 니콜라이 앞으로 사죄의 유서를 남기고 자살했다.